# Ernesto Gehrmann
Ernesto Gehrmann (n. Oberá, provincia de Misiones, Argentina, 7 de mayo de 1945) es un baloncestista argentino que participó de diez torneos oficiales con la selección de básquetbol de Argentina.

## Características Fisicas
Altura: 2,11 m

## Familia
Cónyuge: Estrada Ana Maria.
Hijos: Gehrmann Andres Jonatan, Gehrmann Eric Ernesto. 
Nietos: Gehrmann Tomas Nazareno, Gehrmann Ana Sol, Gehrmann Catalina. 

## Información Profesional
Ocupación: Ex jugador
Rol debut: 1958 Club Tokio Posadas
Retiro: 1989 Club Tokio Posadas 

## Homenajes
2000 Deportista del siglo por el Consejo de Deportes de Misiones
2003 Ciudadano Ilustre
2015 Polideportivo Finito Gehrmann

## Trayectoria
La pasión por el basquet surgió cuando cursaba el colegio secundario y sus amigos lo incitaron a que se pruebe en el Club Tokio. Su altura fue crucial para que "Finito" se pueda desempeñar con gran talento.
Jugó en Gimnasia de la Plata, tuvo un ofrecimiento de jugar en la universidad de Denver Estados Unidos. Se convirtió en el primer jugador Argentino  en recibir una propuesta de un equipo de Estados Unidos.
Luego de haber hecho historia en el Lobo Platense decidió continuar con su carrera en el Palmeiras del Brasil.
Los inicios de Finito en el basquet datan del año 1958 en el club Tokio hasta 1989 ( 45 años de edad).
Tuvo el récord de mas puntos anotados jugando para la selección argentina en mundiales 331 puntos.
Participó con la selección en 4 panamericanos y jugó 3 Mundiales.

### Selección nacional
Debutó con la selección nacional en el Campeonato Sudamericano de Baloncesto de 1966, en diciembre de ese mismo año, para luego participar del Campeonato Mundial y los Juegos Panamericanos, al año siguiente. Además disputó el Campeonato Sudamericano de Baloncesto en 1968, 1969, 1976 y 1977, los Juegos Panamericanos de 1971 y el Campeonato Mundial de 1974.
Hasta 2010, cuando fue superado por Luis Scola, fue el máximo goleador argentino en los mundiales, con 331 puntos. A lo largo de su carrera, con la selección disputó 82 partidos, anotó 1375 puntos y obtuvo dos títulos (Campeonato Sudamericano de 1966 y de 1976).